# Pepijn Aardewijn
Pepijn Aardewijn   (Amsterdam, 15 de juny de 1970) és un remer neerlandès, ja retirat, que va competir durant la dècada de 1990. Es casà amb la també remera Kirsten van der Kolk.
El 1996 va prendre part en els Jocs Olímpics d'Estiu d'Atlanta, on formant parella amb Maarten van der Linden, guanyà la medalla de plata en la prova del doble scull lleuger del programa de rem. Quatre anys més tard, als Jocs de Sydney, fou dotzè en la mateixa prova.